# Jiří Popelka
Jiří Popelka est un joueur tchèque de volley-ball, né le 11 mai 1977 à Chomutov. Il mesure 2,04 m et joue réceptionneur-attaquant.

## Clubs
| Club                          | Pays               | De        | À         |
| ----------------------------- | ------------------ | --------- | --------- |
| VK Jihostroj Ceske Budojovice | République tchèque | 1996-1997 | 1999-2000 |
| Noliko Maaseik                | Belgique           | 2000-2001 | 2001-2002 |
| Tours Volley-Ball             | France             | 2002-2003 | 2002-2003 |
| Mostostal Kedzierzyn          | Pologne            | 2003-2004 | 2003-2004 |
| Neftyannik Yaroslav           | Russie             | 2004-2005 | 2004-2005 |
| Lokomotiv Novossibirsk        | Russie             | 2005-2006 | 2005-2006 |
| SSK Ankara                    | Turquie            | 2006-2007 | 2006-2007 |
| Spacer's de Toulouse          | France             | 2007-2008 | 2008-2009 |

## Palmarès
- Championnat de Belgique (2)
  - Vainqueur : 2001, 2002

- Championnat de République tchèque (1)
  - Vainqueur : 2000
- Coupe de France (1)
  - Vainqueur : 2003
- Coupe de Belgique (2)
  - Vainqueur : 2001, 2002
- Coupe de République tchèque (2)
  - Vainqueur : 1999, 2000
- Supercoupe de Belgique (1)
  - Vainqueur : 2002